# Kerekegyháza
Kerekegyháza je mesto na Madžarskem, ki upravno spada pod podregijo Kecskeméti Županije Bács-Kiskun.